# .ar
.ar è il dominio di primo livello nazionale assegnato all'Argentina.

## Domini di secondo livello
Sono disponibili i seguenti domini di secondo livello:
- bet.ar - gioco d'azzardo online
- com.ar - attività commerciali o professionali
- coop.ar - cooperative registrate all'INAES
- gob.ar, gov.ar - enti governativi
- int.ar - organizzazioni internazionali con sede in Argentina
- mil.ar - forze armate argentine
- musica.ar - musicisti e gruppi musicali registrati all'INAMU
- mutual.ar - associazioni registrate all'INEAS
- net.ar - siti dedicati alla tecnologia
- org.ar - organizzazioni non a scopo di lucro
- senasa.ar - prodotti e servizi legati al SENASA
- tur.ar - turismo